# Uroplatus malama
Uroplatus malama is een hagedis die behoort tot de gekko's. Het is een van de soorten bladstaartgekko's uit het geslacht Uroplatus.

## Naam en indeling
De wetenschappelijke naam van de soort werd voor het eerst voorgesteld door Ronald Archie Nussbaum en Christopher John Raxworthy in 1995.

## Verspreiding en habitat
De soort komt voor in delen van Afrika en leeft endemisch in Madagaskar en komt alleen voor in het zuiden van het eiland. De habitat bestaat uit vochtige tropische en subtropische bossen, zowel in laaglanden als in bergstreken. De bladstaartgekko is aangetroffen op een hoogte van ongeveer 100 tot 1700 meter boven zeeniveau.

## Beschermingsstatus
Door de internationale natuurbeschermingsorganisatie IUCN is de beschermingsstatus 'kwetsbaar' toegewezen (Vulnerable of VU).